# Simón Vélez

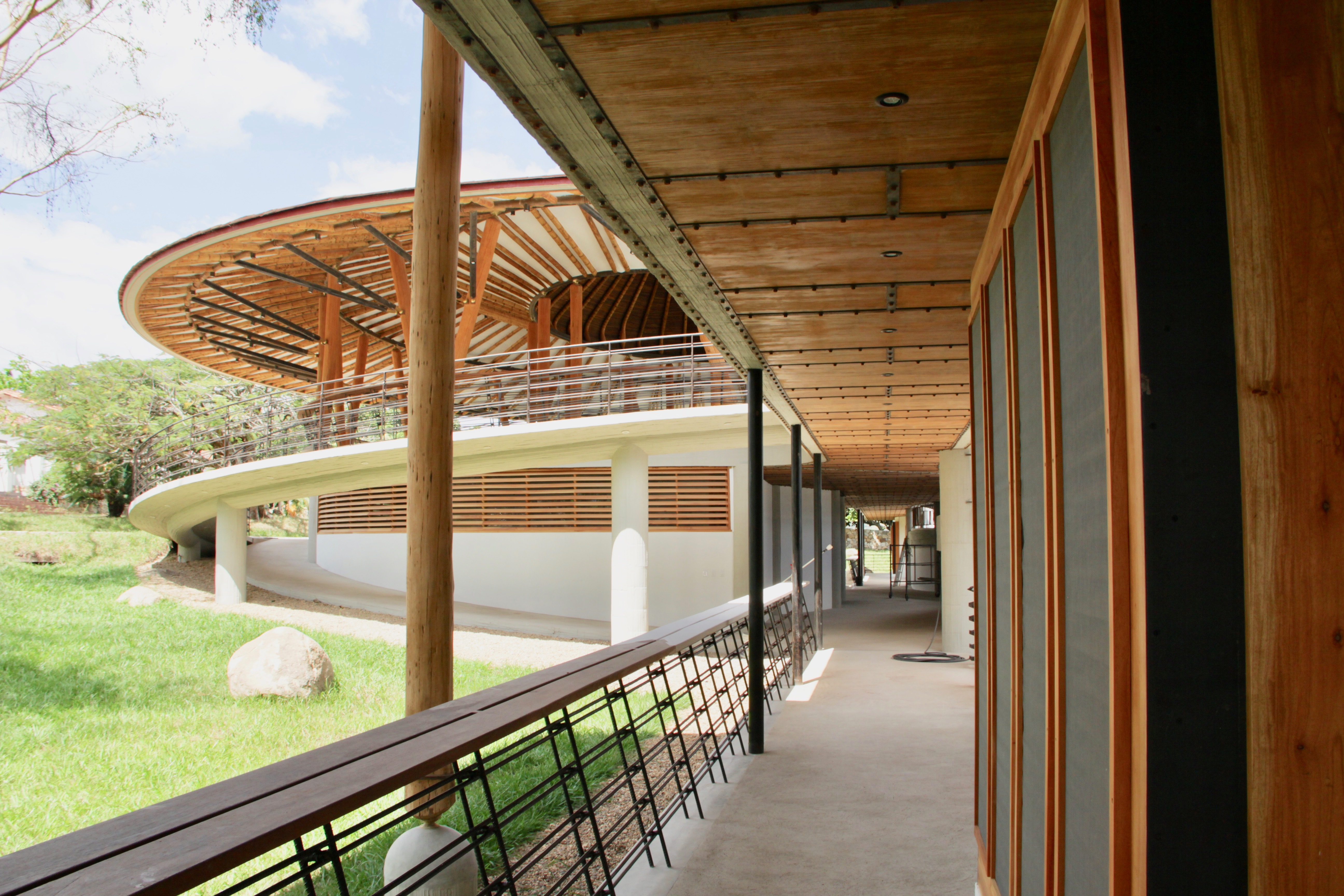
Une maison en bambou, conçue par Simón Vélez.

Simón Vélez est un architecte colombien né à Manizales, Colombie, en 1949. Il utilise principalement la construction en bambou.
C'est en 2000 qu'il devient célèbre lorsqu'il construit un pavillon en bambou pour l'exposition universelle de Hanovre. Il utilise du bambou de type guadua qu'il emploie pour bâtir des structures démontables, éco-responsables et recyclables. 
En 2000 toujours il conçoit à Pereira en Colombie, la cathédrale Notre-Dame de Pauvreté
Il est titulaire du Prix du Prince Claus.